# Kendrell Bell
Pour les articles homonymes, voir Bell.
(en) Statistiques sur pro-football-reference
Kendrell Alexander Bell, né le 2 juillet 1978 à Augusta, est un joueur américain de football américain.
Ce linebacker a joué pour les Steelers de Pittsburgh (2001–2004) et les Chiefs de Kansas City (2005–2007) en National Football League (NFL).

## Liens Externes
- (en) NFL.com biographie